# Playstation Portable Go
PlayStation Portable Go eller PSP Go  är en bärbar spelenhet från Sony som tillhör PlayStation Portable familjen. Enheten saknar möjlighet att läsa UMD-skivor och är därför försett med ett internt flashminne på 16 GB samt en minneskortplats. PSP Go-skärmen är 3,8”, vilket är mindre än tidigare modeller som har 4,3”. Upplösningen är dock samma, 480x272. Den mindre skärmen spar även på batteriet, som håller ungefär dubbelt så länge som de äldre modellerna.
PSP Go är byggd på samma plattform som Sonys handdator Mylo och har en utskjutbar underdel som övertäcker knapparna. När den är hopfälld är den 56 % mindre än de äldre PSP modellerna. Konsolen innehåller en inbyggd Bluetooth som man kan kommunicera med både mobiltelefoner, trådlösa tangentbord och Dual Shock 3-kontroller. 
PSP Go visades för första gången upp i ett Qore-avsnitt några dagar före E3 2009. Sedan under Sony:s presskonferens under E3-mässan så avtäckte Kaz Hirai den nya PSP-enheten som vid release kostade 249 euro.

## Galleri

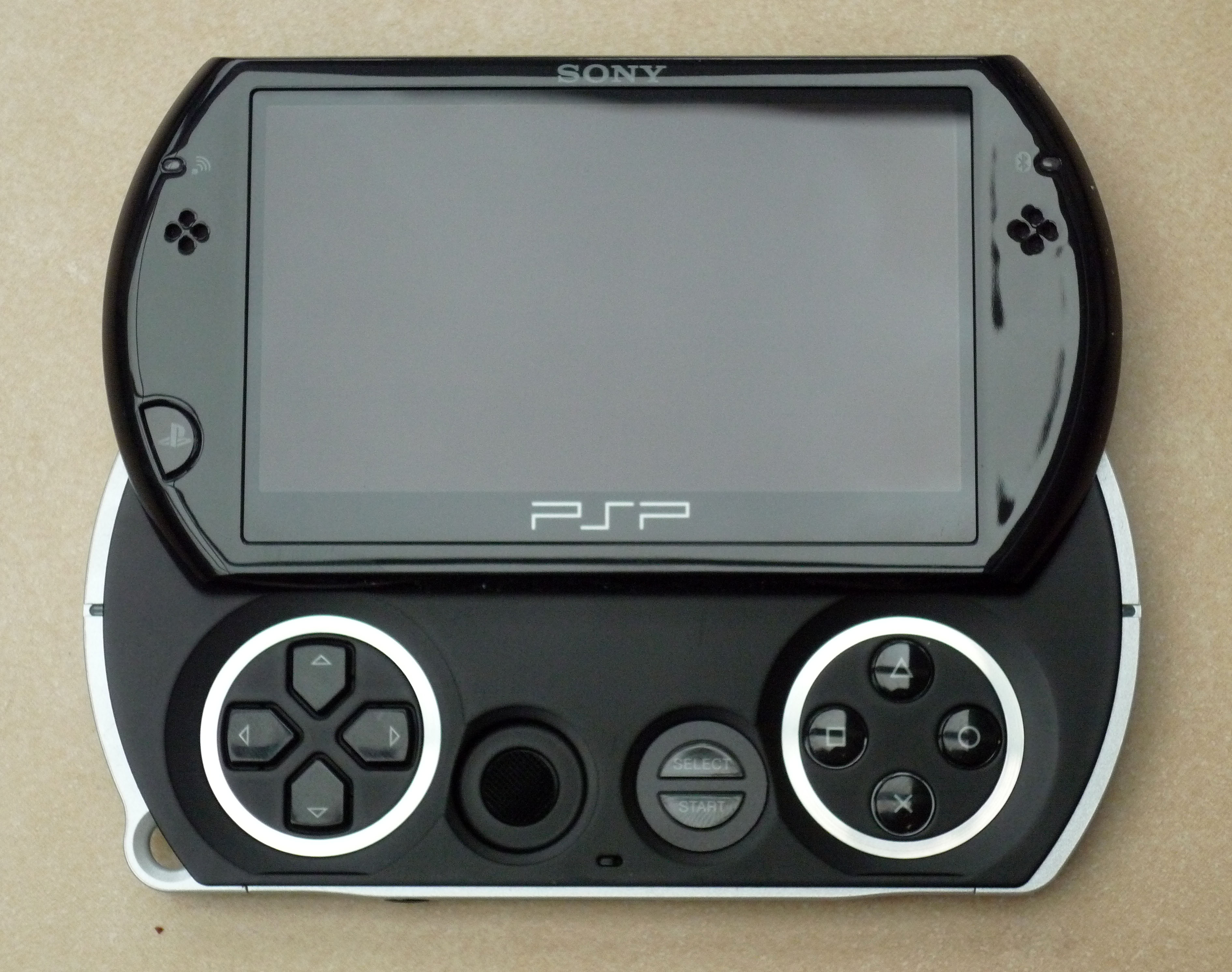
En svartlackad PSP-Go.
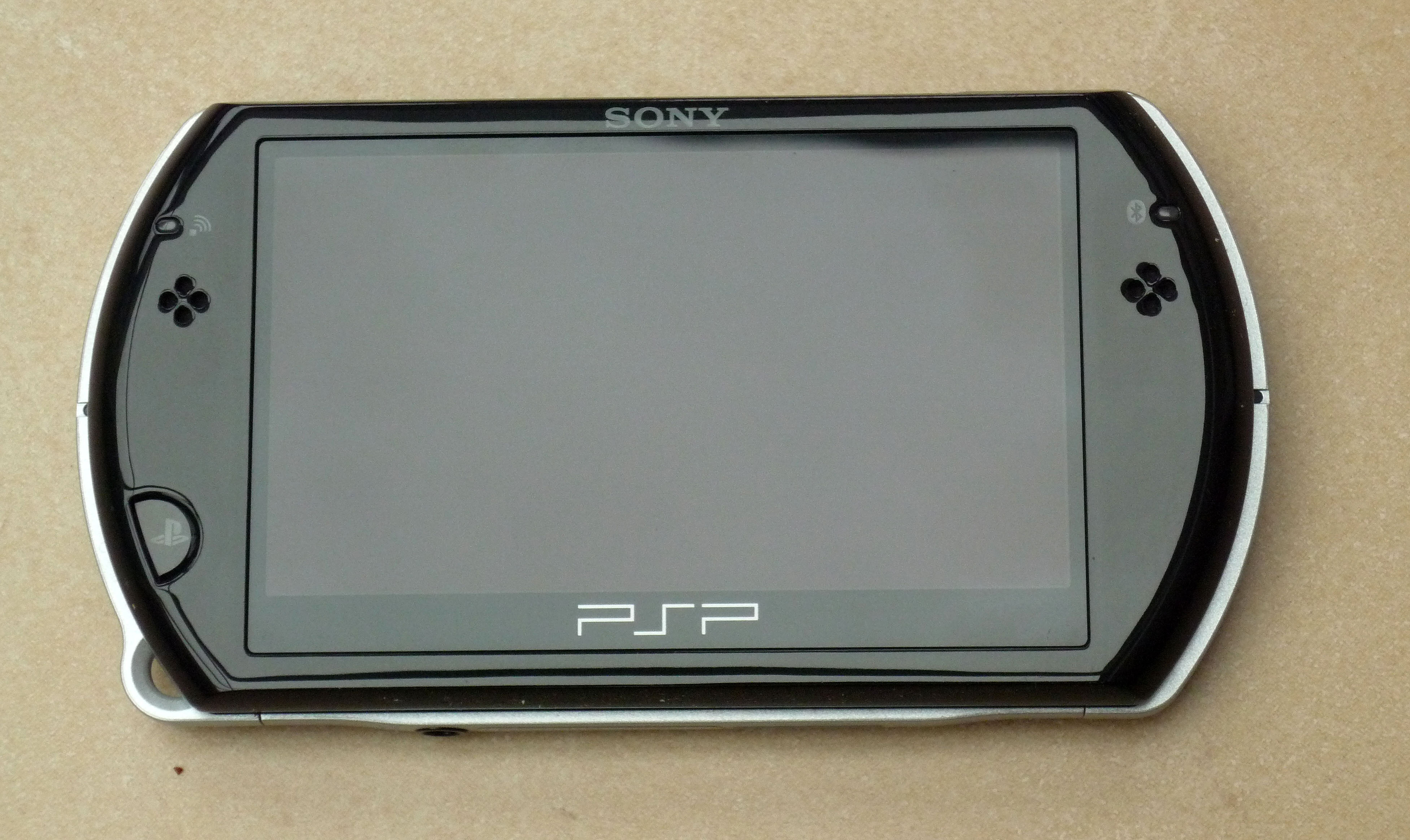
En hopfälld PSP-Go.
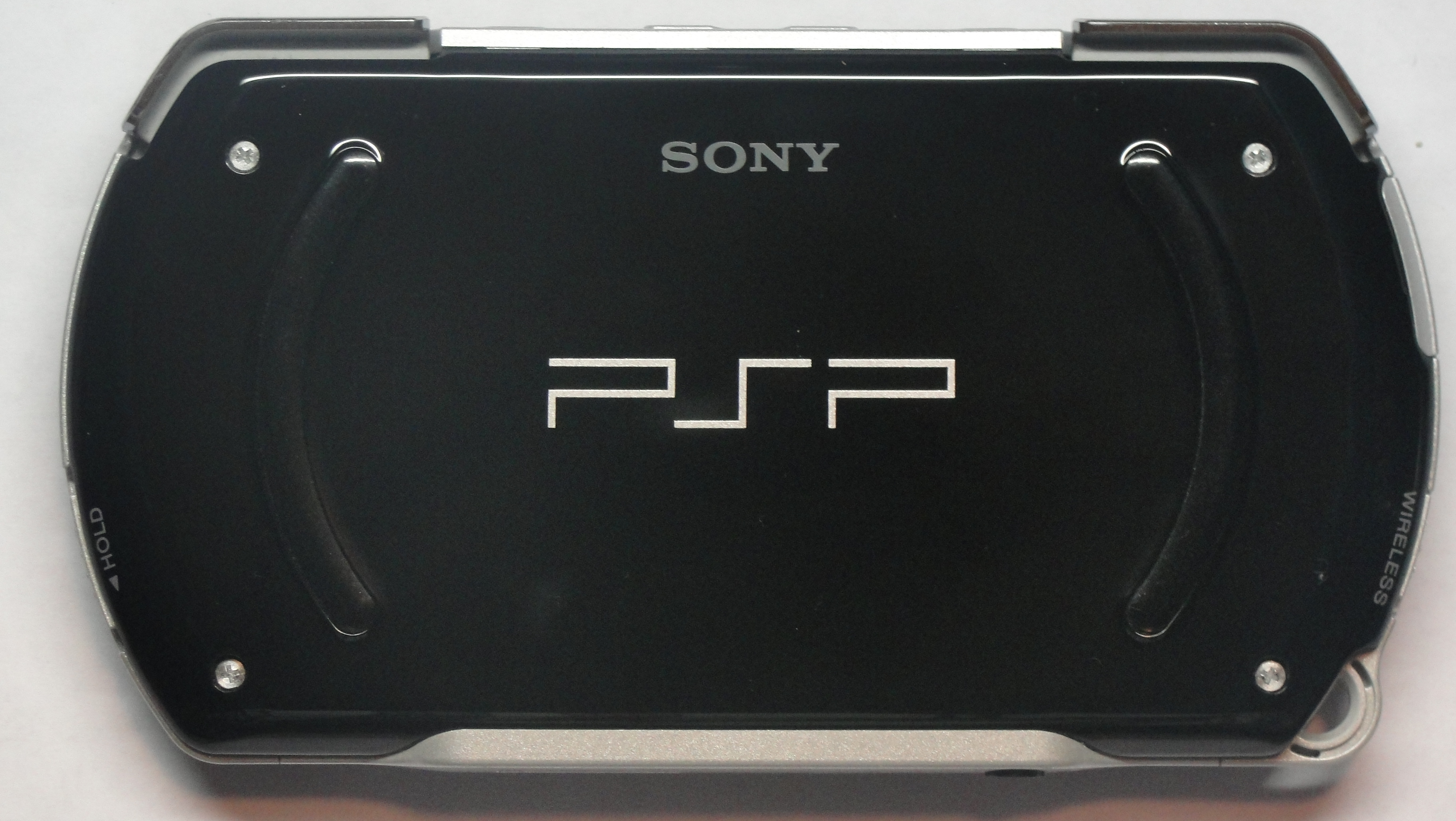
Baksidan av en PSP-Go.
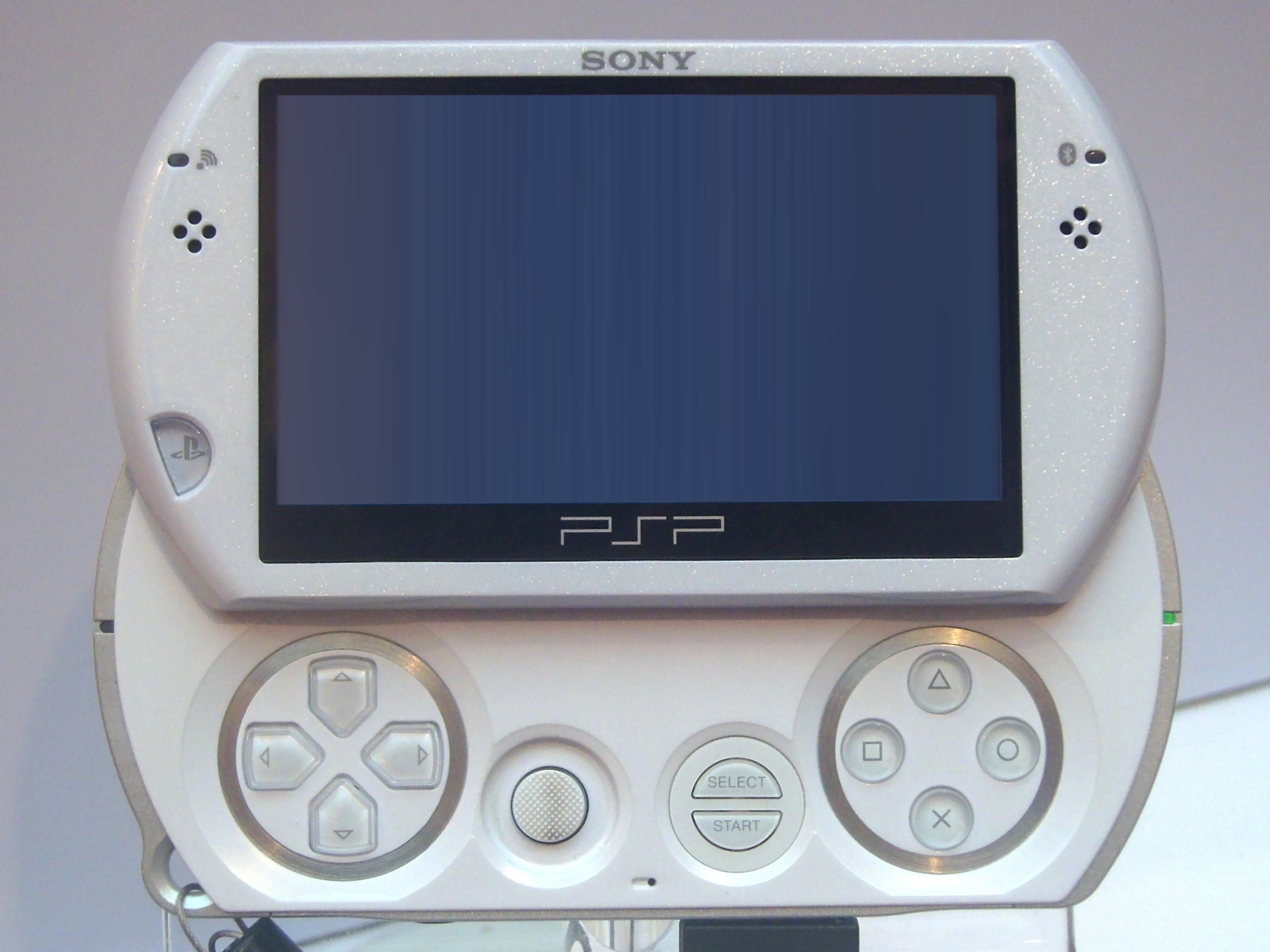
En vit PSP-Go i Taipei, 2009.
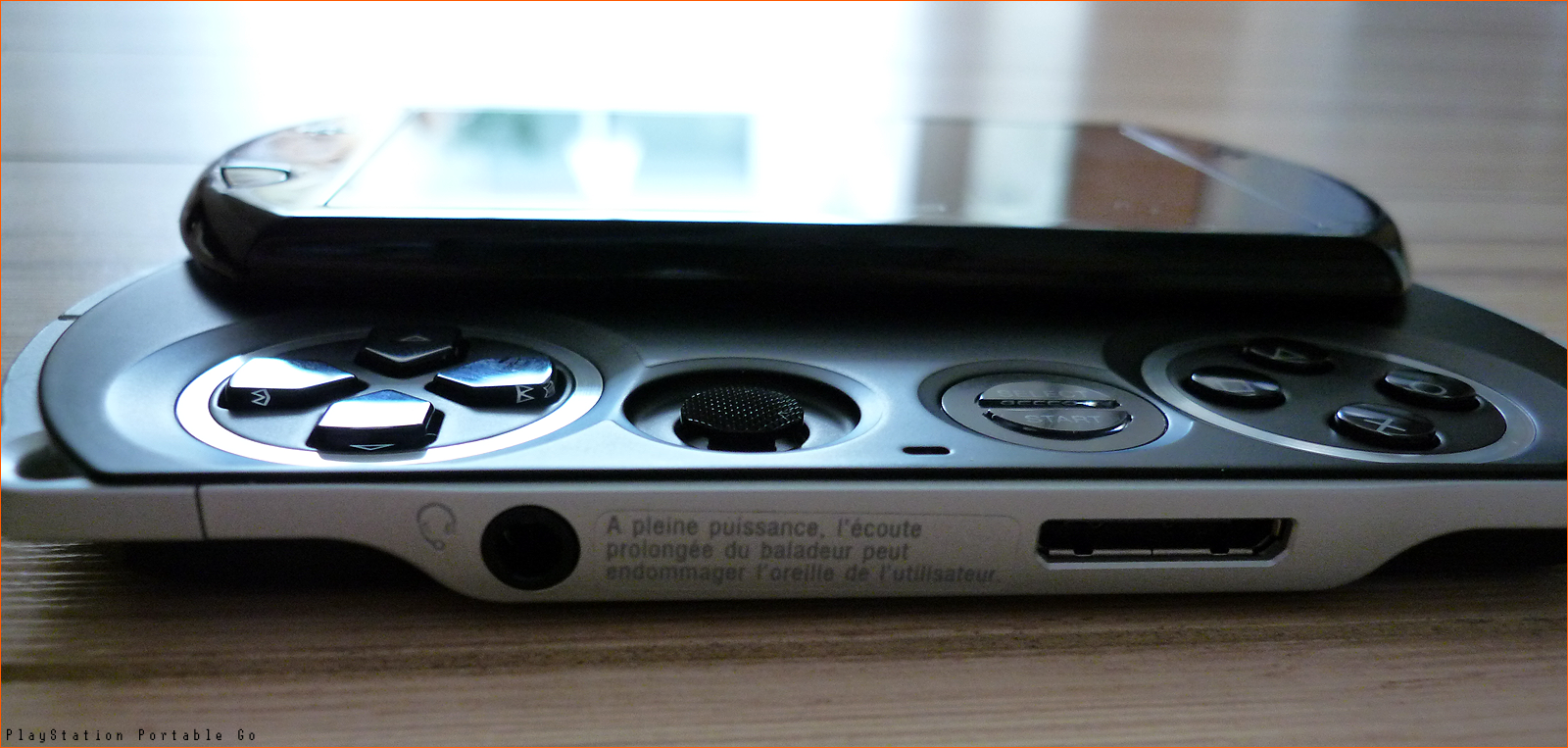
Undersidan av en svart PSP-Go.
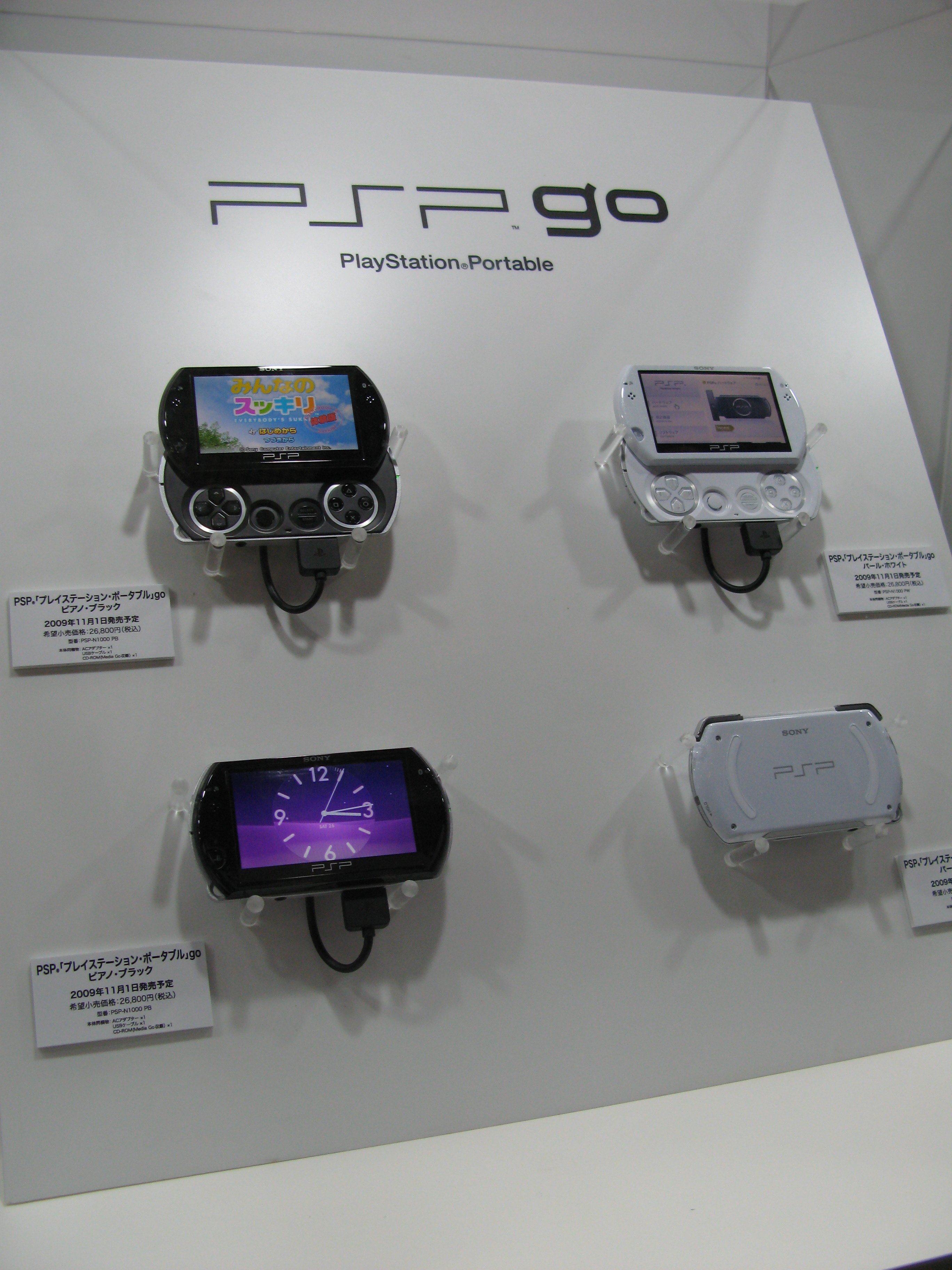
Ett par PSP-Go-modeller.
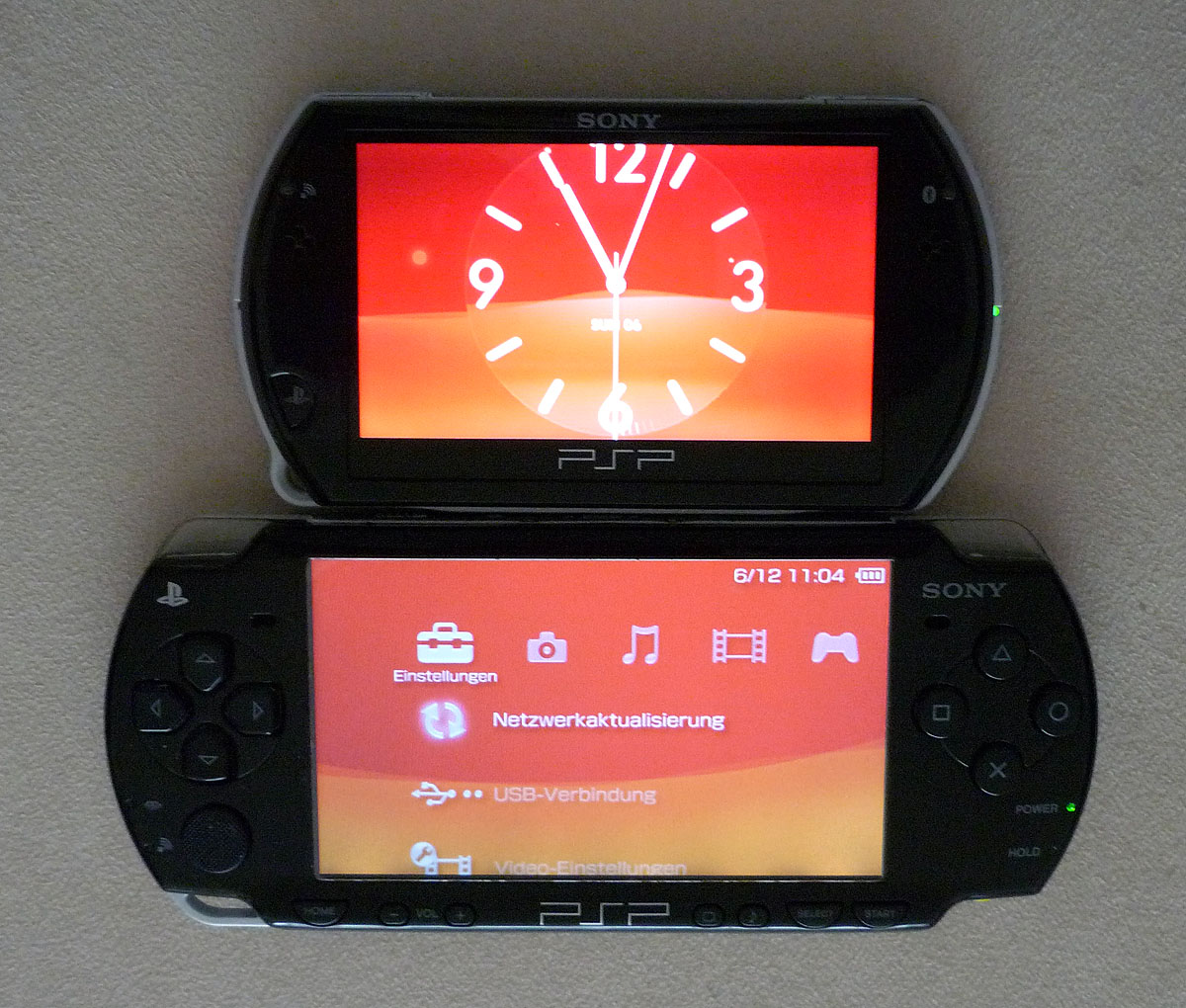
Storleksskillnad mellan en hopfälld PSP-Go och en PSP-3000.